# Florian Vock

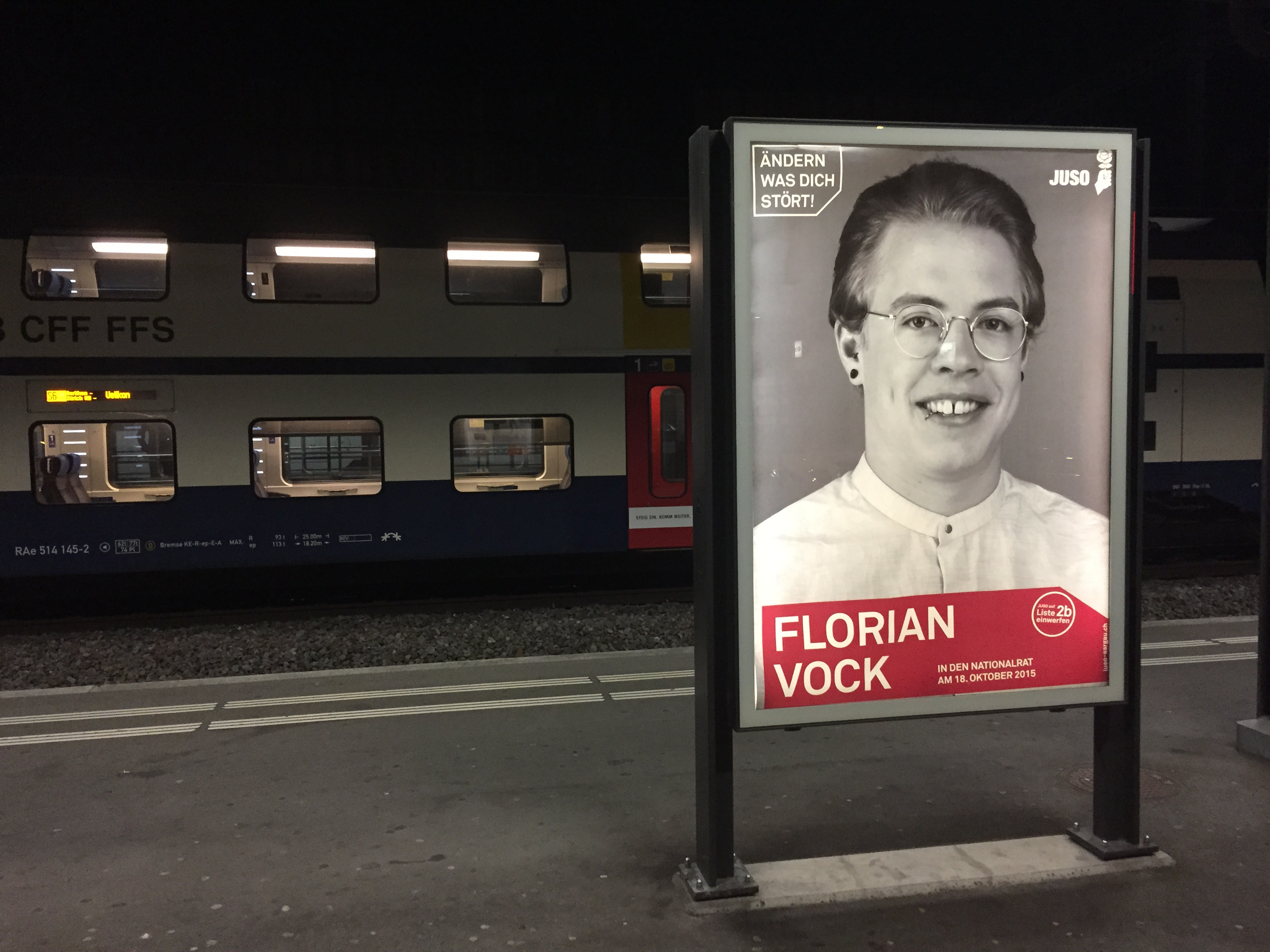
Wahlplakat von Florian Vock für die Nationalratswahlen 2015

Florian Vock (* 14. Mai 1990) ist ein Schweizer Politiker der Sozialdemokratischen Partei (SP).

## Politik
Von 2009 bis 2013 war Vock Co-Präsident der SP Turgi-Gebenstorf und von 2010 bis 2012 Präsident der JUSO Aargau. In den Jahren 2013 und 2014 war er Mitglied der Geschäftsleitung der JUSO Schweiz und deren internationaler Sekretär. Im Jahr 2015 kandidierte er auf der Liste der JUSO für den Nationalrat. Vom 15. September 2015 bis zum 31. Dezember 2016 und vom 7. November 2017 bis Ende 2020 war er Mitglied des Grossen Rats des Kantons Aargau.
Ausserdem ist er Vorstandsmitglied des Schwulen- und Bisexuellenverbandes Pink Cross und arbeitet bei der AIDS-Hilfe Schweiz.

## Privates
Vock ist in Gebenstorf aufgewachsen und hat dort die Primarschule besucht. Danach war er auf der Bezirksschule in Windisch und der Kantonsschule Wettingen. Von 2010 bis 2014 studierte er Soziologie und Philosophie an der Universität Basel und absolvierte dann bis 2017 den Masterstudiengang in Soziologie an der Universität in Freiburg im Breisgau. Beruflich ist er als persönlicher Mitarbeiter und Lichttechniker und Kinooperateur im Kino Odeon in Brugg engagiert. Seit 2023 ist er stellvertretender Geschäftsleiter der Aids-Hilfe Schweiz. Er lebt in Zürich.